# Tüljebach
De Tüljebach is een zijbeek van de Geul. Ze heeft haar bronnen op Duits grondgebied, in de omgeving van Bildchen, een buurtschap die tot de gemeente Aken behoort. Het is daarmee, samen met de Rotsiefbach en de Selzerbeek, de enige zijbeek van de Geul die in Duitsland ontspringt.
De beek steekt al snel de grens over en stroomt daarna door Neu-Moresnet (gemeente Kelmis). Ze mondt uit in de Geul aan diens rechteroever. 

## De Geul
De Geul heeft haar bronnen op een aantal plaatsen in en bij (Belgisch) Lichtenbusch, aan de rand van het Aachener Wald, in de nabijheid van de Duitse grens. De Geul stroomt over enige afstand parallel aan de autosnelweg van Luik naar Aken. Even voor Eynattermühle (bij de N68) neemt de Geul dan op haar linkeroever haar eerste zijbeek, de Oehl, op. 
In haar bovenloop neemt de Geul dan verschillende andere beken op, zoals de Rotsiefbach, en stroomt door Hauset. Op het grondgebied van Hergenrath heeft het riviertje een diepe kloof gevormd. Op de zuidelijke oever daarvan ligt kasteel Eyneburg. Hierna stroomt de Geul richting Kelmis en Neu-Moresnet, waar ze op haar rechteroever, bij de Casinovijver de Tüljebach opneemt.

## Duitse bronnen
De Tüljebach ontspringt bij Bildchen. Het dal van de beek vormt, van het zuiden uit, een wig in het Aachener Wald. Behalve de beek is in het dal ook allerlei infrastructuur te vinden zoals de spoorlijn van Luik naar Aken (waarover hier ook de Thalys en ICE rijden) en de (Belgische) doorgaande steenweg N3, die in Duitsland B264 heet. Vroeger liep er ook nog een aftakking naar de spoorlijn Aken-Montzen-Visé (de opgebroken spoorlijn 24A). 
In deze omgeving ontspringen diverse bronnen, die de Tüljebach voeden. De meeste bronnen liggen in de oostelijke dalwand, aan weerszijden van de spoorlijn. Hier hebben zich karakteristieke gleyen gevormd.
Tussen de spoorlijn en de Tüljebach zijn overigens ook nog restanten aanwezig van een andere spoorbaan, die nooit in gebruik is genomen.
De beek gaat al snel parallel lopen aan de weg (de Lütticher Strasse), en vormt over korte afstand de grens tussen Duitsland en België. 

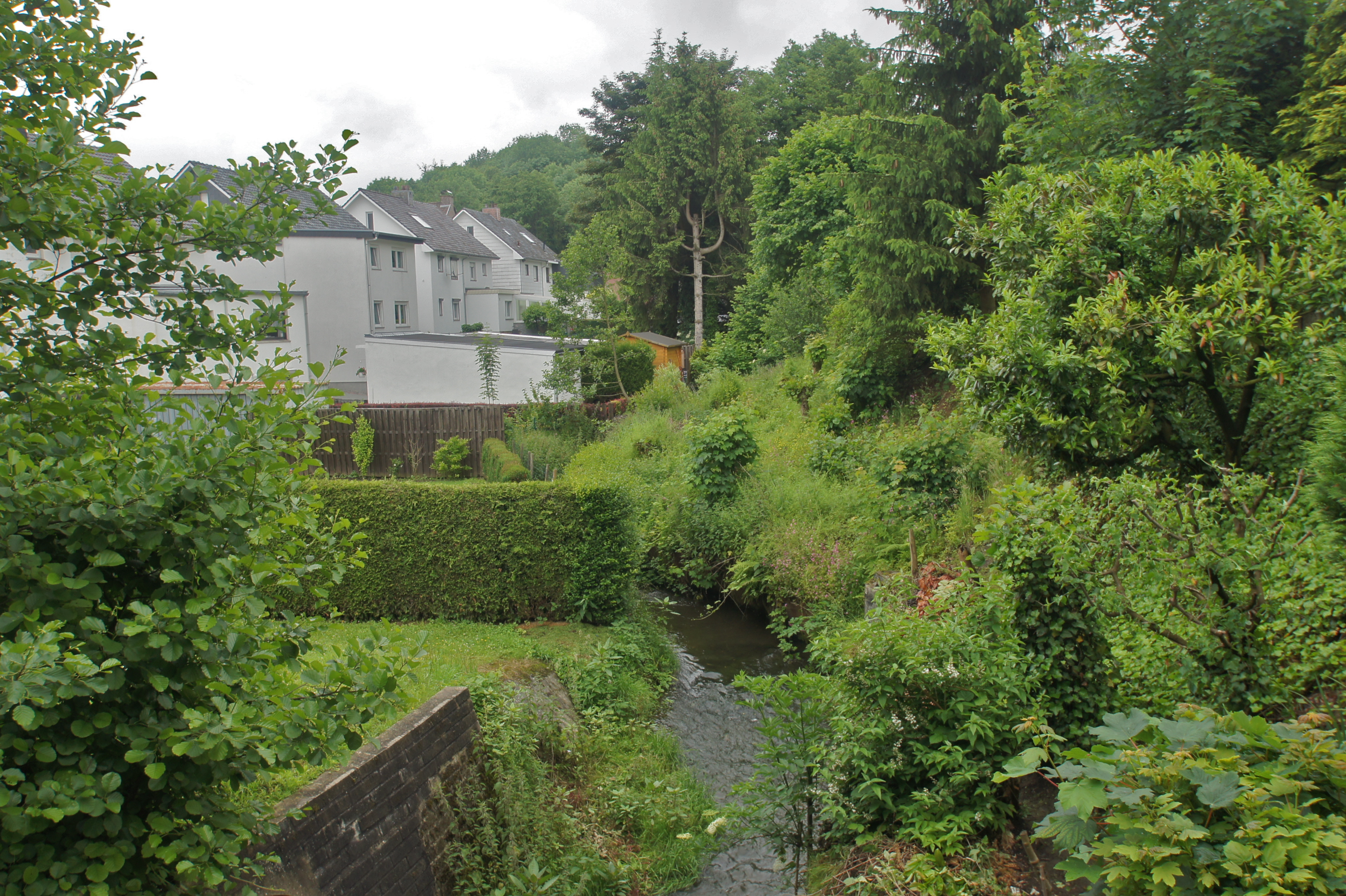
De Tuljebeek bij de Altenbergstraat

## Tüljebach in België
Op Belgisch grondgebied blijft de Tüljebach parallel aan (en zuidoostelijk van) de N3 lopen door Neu-Moresnet. Al snel loopt de beek langs een straatje, Lohmühle, dat herinnert aan een molen die hier vroeger stond, waar leer gelooid werd. Later deed hij dienst als wasserij voor wol. 
De tweede molen langs de Tüljebach was een "schleifmühle". Dit was een watermolen, waar naalden, gemaakt in Aken, werden geslepen. Ook deze molen werd later omgebouwd voor de behandeling van wol. De molen is uitgegroeid tot een textielfabriek. 
De derde molen langs de Tüljebach ten slotte is de Jansmühle, waaraan de beek overigens een oudere naam te danken heeft: de Jansmühle-bach. Deze Jansmühle zou omstreeks 1600 dienst hebben gedaan als kopermolen. Op de plaats van de molen is een groep woningen gebouwd aan de "Siedlung Jansmühle".
De Tüljebach stroomt dan in de Casinovijver, alvorens aan de rechteroever in de Geul te stromen.

## Hydrografie
Omtrent de hydrografie van de Tüljebach valt het volgende te melden:
- de Tüljebach ontspringt op een hoogte van 250 m boven NAP
- ze mondt uit in de Geul op een hoogte van 190 m boven NAP
- het verval is dus 60 m
- de lengte is 4500 m
- het verhang is dus 0,013.[7]